# WWF Intercontinental Tag Team Championship
Het WWF Intercontinental Tag Team Championship was een professioneel worstelkampioenschap dat geproduceerd werd door World Wrestling Federation (WWF).

## Titel geschiedenis
| Worstelaar                  | # | Datum          | Stad | Aantekeningen                                                                              |
| --------------------------- | - | -------------- | ---- | ------------------------------------------------------------------------------------------ |
| Perro Aguayo en Gran Hamada | 1 | 7 januari 1991 |      | Later in 1991 werd dit kampioenschap opgeborgen wanneer de WWF problemen heeft met de UWF. |

Lijst van voormalige kampioenschappen